# Abdallah Lamrani
Abdallah Lamrani (Marruecos; 1946 – 14 de abril de 2019) fue un futbolista y militar de Marruecos que jugó en la posición de defensa.

## Carrera

### Club
Jugó toda su carrera con el FAR Rabat de 1964 a 1976, con el que fue campeón nacional en cuatro ocasiones y una copa nacional.

### Selección nacional
Jugó para Marruecos en 44 ocasiones de 1964 a 1972, participó en la Copa Mundial de Fútbol de 1970, los Juegos Olímpicos de Múnich 1972 y la Copa Africana de Naciones 1972.

## Logros
- Botola (4): 1964, 1967, 1968, 1970
- Copa del Trono (1): 1971